# Beli Osăm (vattendrag)
Beli Osăm (bulgariska: Бели Осъм) är ett vattendrag i Bulgarien.   Det ligger i regionen Lovetj, i den centrala delen av landet, 110 kilometer öster om huvudstaden Sofia.